# UD Alzira
Unión Deportiva Alzira hiszpański klub piłkarski z siedzibą w mieście Alzira. Założony w 1946 roku, występuje w Segunda División RFEF – Grupa 5. Domowe mecze rozgrywa na Estadio Luis Suñer Picó, który ma pojemność 5,000 miejsc.

## Historia[2]
Drużyna UD Alzira wywodzi się z klubu piłkarskiego Alcira Foot-Ball Club, założonego w 1922 roku, który niestety zniknął z piłkarskiej mapy w 1926 roku. Jak prawie wszystkie ówczesne drużyny, nosili białą koszulę oraz czarne spodenki i getry.
19 lipca 1931 powstała Agrupación Deportiva Alcira, popularnie znana jako AD, która teraz przybierała barwy granatowo-bordowe. Ze względu na dużą liczbę zwycięstw znany byli jako Los Tigres del Júcar (Tygrysy Júcar – od rzeki Júcar, która przepływa przez miasto). W 1943 r. również zniknęli z piłkarskiej mapy Hiszpanii.
Latem 1946 grupa fanów AD postanowiła ponownie założyć klub piłkarski, który zaczynał od 3 ligi regionalnej, a po sześciu latach dotarł na poziom krajowy, do Tercera División, gdzie pozostał 14 lat z rzędu.
6 stycznia 1984 UD Alzira rozegrał mecz towarzyski przeciwko drużynie Ajax Amsterdam, którego zawodnikami wówczas byli m.in. Ronald Koeman i Frank Rijkaard. Mecz zakończył się zwycięstwem drużyny z Alziry 3:0.
W 2021 UD Alzira wywalczył awans do Segunda División, gdzie gra obecnie. W awansie duży udział miał polski bramkarz – Paweł Florek.
Na przestrzeni ostatnich lat, w drużynie grali znani z polskich boisk m.in. Paweł Florek, Iván Albert Tormos, Gian Mendez, Dani Quintana.

### Nazwa klubu na przestrzeni lat[2]
- Alcira Foot-Ball Club – (1922–26)
- Agrupación Deportiva Alzira – (1931–42)
- Unión Deportiva Alzira – (1946–)

## UD Alzira w rozgrywkach ligowych
- Sezony rozgrywane w 2.ª división A: 1 (1988/89).
- Sezony rozgrywane na trzecim poziomie ligowym rozgrywek piłkarskich w Hiszpanii: 26 sezonów (jednokrotny mistrz ligi: 1987-88)

17 sezonów w starej 3.ª (Tercera División) i 9 w aktualnej 2.ª B.
- Sezony rozgrywane na czwartym poziomie ligowym rozgrywek piłkarskich w Hiszpanii: 37 sezonów (siedmiokrotny mistrz ligi: 1951-52, 68-69, 72-73, 76-77, 83-84, 85-86 i 2007-08 oraz dziewięciokrotny vicemistrz ligi: 1949-50, 50-51, 66-67, 71-72, 84-85, 2009-10, 13-14, 19-20 y 20-21): 1 sezon w 2ª RFEF, 25 sezonów w aktualnej 3.ª, 6 sezonów w Preferente (1970/1973 y 1974/1977) i 5 sezonów w 1.ª regional -nie istniała 2.ª ani Preferente- (1949/1952, 1966/1967 y 1968/1969).
- Sezony rozgrywane w 1ª categoría valenciana: 10 sezonów (trzykrotny mistrz ligi: 1948-49, 82-83 y 96-97)

8 sezonów w Regional Preferente – Mistrz w sezonie 82-83 i 96-97 oraz 2 sezony w 2.ª regional -odpowiednik a la Preferente- (1947-49. Mistrz w sezonie 1948-49)
- Najlepsze miejsce w lidze: 1 miejsce w 2ª B w sezonie1987/88.

## Hymn UD Alzira[4]
| język walencki | język hiszpański | język polski |
| --- | --- | --- |
| Alzira, Alzira, ra ra ra Alzira, Alzira, Alzira guanyarà Hi ha un club que és entre tots el millor i que alenta la il.lusió de nostra vida, quan juga posa tot el cor defenent el nostre honor que és el d’Alzira Nostre Xúquer va regant amb amor el progrés i l’afan de nostra indústria, les taronges donen color i la Murta el seu esplendor a xillar visca el Alzira guanyador. (es repetix) Alzira, Alzira, ra ra ra Alzira, Alzira, Alzira guanyarà | Alzira, Alzira, ra ra ra Alzira, Alzira, Alzira ganará Hay un club que es entre todos el mejor y que ralentiza la ilusión de nuestra vida, cuando juega pone todo el corazón defendiendo nuestro honor que es el de Alzira Nuestro Júcar va regando con amor el progreso y el afán de nuestra industria, las naranjas dan color y la Murta su esplendor a chillar viva el Alzira ganador. (se repite) Alzira, Alzira, ra ra ra ra Alzira, Alzira, Alzira ganará | Alzira, Alzira, ra ra ra Alzira, Alzira, Alzira wygra Jest taki klub, który jest najlepszy spośród wszystkich i który spowalnia iluzję naszego życia, kiedy gra wkłada w to całe swoje serce, broniąc naszego honoru, którym jest Alzira Nasz Júcar podlewa z miłością postępem i rządzą naszego przemysłu, nadaje kolor pomarańczom i blask Murcie (La Murta – Park Przyrody w mieście Alzira) krzyczmy niech żyje zwycięska Alzira. (powtarza się) Alzira, Alzira, ra ra ra ra Alzira, Alzira, Alzira wygra |